# 高橋勝夫
高橋　勝夫（たかはし かつお）は、日本の弁護士。仙台弁護士会会長。仙台弁護士会所属。

## 略歴
宮城県大崎市出身。
宮城県古川高等学校、東北大学法学部卒業。旧司法試験合格。司法修習修了、仙台弁護士会に弁護士登録。仙台市国分町に高橋勝夫法律事務所を開業。仙台弁護士会会長に就任。